# The Fifties
The Fifties (Фифтис) рокабили је група из Београда. Група је основана септембра 1980. године у ресторану „Коларац”. Оснивачи групе су Винко Ковачевић (бас гитара), Александар Јаћимовић (саксофон) и Ненад Јаковљевић (гитара). Групи се одмах придружују Жарко Савић (вокал), Ненад Николић-Жуле (бубњеви), Миша Павловић (клавир), Нена и Марина (пратећи вокали). Интензивне пробе The Fifties су имали у просторијама Месне заједнице Звездара на истоименој Градској општини Звездара (старе просторије у бараци у улици Милана Ракића која је касније изгорела).

## Историјат

### 1980.
У сали бараке Месне заједнице Звездара група The Fifties одржала је и први наступ, односно новогодишњу игранку за своје друштво.

### 1981.
У јануару 1981. године, група The Fifties имала је први јавни наступ. Било је то у СКЦ-у на „Артистичкој радној акцији” — АРА. „Што се тиче повратка коренима ту су најдаље отишли чланови групе The Fifties најпрецизније скидајући изглед, понашање и свирку са почетка ере rock'n'roll-a. Њихове верзије Rock Around The Clock, Sixteen Candles, Blue Moon, Rock'n'roll Is Here To Stay i Be Bop A Lula доказују да стварно има смисла бавити се оваквим поступком. Ако ускоро почну да раде и своје ствари то је група од које се могу очекивати високи стандарди.”

### 1982.
У јануару 1982. група The Fifties наступила је у Загребу, у клубу Лапидариј. Као предгрупа наступила је група Ксенија из Ријеке.

### 1983.
Група The Fifties наступила је као предгрупа (поред Слађане Милошевић) енглеској рокабили групи Matchbox.

## Галерија
- Група The Fifties 1980. године
- Винко, Миша, Јаћим и Ненад Јаковљевић
- Јаћим и Ненад
- Жуле, Жарко, Винко, Јаћим, Ненад
- Винко, Јаћим, Жарко, Ненад, у позадини Миша